# Anders Osterlind
Anders Osterlind, född 19 juni 1887 i Lépaud (Creuse), död 5 januari 1960 i Paris, var en fransk målare. 
Han var son till den svenske målaren Allan Österlind och Eugénie Carré samt gift första gången med Rachel Marguerite Bakra och andra gången med Yvonne Destrez och tillsammans med sin första hustru blev han far till akvarellisten Nanic Osterlind. Som ung blev Osterlind bekant med impressionismen genom Armand Guillaumin och Auguste Renoir som han assisterade. Han umgicks med fauvisterna under höjden av deras berömmelse och knöt vänskapsband med några av Parisskolan mest framstående konstnärer såsom Amedeo Modigliani, Michel Kikoine, Chaïm Soutine, Othon Friesz, Jacques Villon och André Dunoyer de Segonzac. Trots detta visade Osterlind tidigt på en obeveklig självständighet, en extrem känsla för naturen och en hängivelse åt målningsskicklighet som gjorde att han i över 50 år, med en total likgiltighet för modeströmningar, fortsatte sitt originella och poesifyllda värv som landskapsmålare.

## Biografi

### Uppväxt, 1887–1907
Anders Osterlind bodde under denna period med sina föräldrar i Paris, Bretagne (Île-de-Bréhat, Penvern) eller Creuse (Gargilesse-Dampierre). Inom föräldrarnas vänskapskrets träffade han i Bretagne filosofen Ernest Renan, konstkritikerna Armand Dayot och Charles Le Goffic, poeterna Edmond Haraucourt och Max Jacob, målaren Maxime Maufra och i Creuse poeten Maurice Rollinat, samt i Paris-regionen många av de skandinaviska konstnärer som levde i huvudstaden under slutet av seklet, i synnerhet August Strindberg, prins Eugen och målaren Per Ekström. När han var fem år mötte han även Auguste Renoir som bodde i närheten av hans föräldrar vid Montmartre och som tog med honom på promenad i Luxembourgträdgården. Han återsåg honom i Cagnes 1918–1919.
Sina tidiga skolår tillbringade han, på grund av familjens många flyttningar, i skolorna i Penvern, i Île-de-Bréhat i Bretagne eller i Gargilesse-Dampierre och Fresselines i Creuse-regionen. Hans fortsatta studier blev kortvariga och avslutades vid högstadiet Sainte-Croix i Neuilly. Han gick varken i konstskola eller konstnärsateljé. Sin konstnärsutbildning fick han av sin far, Allan Osterlind, som var målare, skulptör och akvarellist med postimpressionistisk och naturalistisk tendens, samt av sina franska vänner Maurice Rollinat, Maxime Maufra, Raffaeli och framför allt sina skandinaviska vänner ; däribland svensken Per Ekström som lärde honom att måla med kniv, en teknik som skulle komma att bli ett av karaktärsdragen i hans målande. 
SNBA-utställningen 1905: Anders Osterlind ställer ut en pastellmålning (l'Aurore) och sin första oljemålning på duk (Effet de neige) som han gav som tackgåva till sin lärare Per Ekström.

### Vuxenliv, 1907–1960
Från 1907 började han sälja sina målningar, bland annat i Sverige. Han umgicks i konstnärskretsarna i Montparnasse i  Paris och associerade sig från 1918–1919 med den konstnärsgrupp som skulle komma att ingå i Parisskolan; bland hans vänner fanns Michel Kikoine och Amedeo Modigliani.
Anders Osterlind är framför allt landskapsmålare. I sökandet efter ljus och känsla reste han över många regioner i Frankrike och uppehöll sig även utomlands. Han hämtade sin inspiration i Parisregionen (Versailles, Moret-sur-Loing, Forêt de Rambouillet), i norra Bretagne (Penvern, Ploumanac'h, Tonquédec, Île-de-Bréhat, Lannion, Saint-Quay-Portrieux), i Finistère (Bénodet, Portsall), i Normandie (Honfleur, Barfleur, Yport, Martagny, etc.), i södra Frankrike (Arles, Cagnes-sur-Mer, Aix-en-Provence, Vaison-la-Romaine), i Creuse, Corrèze, Sarthe och Touraine, i Alperna, Lozère (Florac) och Cantal (Thiézac), en Charente, i Baskien. Han vistades också i Tunisien, i Nederländerna, i Stockholm och i Köpenhamn.
Osterlind var medlem i Salon d'automne (höstsalongen) och Salon des indépendants, kommittémedlem i Salon des Tuileries och vice ordförande i Salon du dessin et de la peinture à l'eau.
Han har lämnat efter sig en samling på över 2000 målningar som återfinns i flertaliga privata samlingar och museer i Frankrike och utomlands.

## Konstnärlig produktion

### 1907–1926
Osterlind undkom, under fauvism och kubism influenser, de trender av impressionism och realism som rådde i hans pappas konstnärskrets, och vittnar redan från sitt första deltagande i Société Nationale des Beaux-Arts (SNBA), utställningen om sin smak för rika lager med uttryck för en lyrism som utvecklas över tid : målningar av Neuilly-sur-Seine, Colombes, Bretagne, Cagnes. Hans färgskala förenklas : nyanser i ockra, gulbrunt och grönt dominerar i landskapsmålningar av Versailles, Creuse och skogarna i Orne. Konstnären uppnår full mognad. Kritikerna placerar honom i nivå med Maurice de Maurice de Vlaminck, som han inte var anhängare till men som han närmade sig och som precis som han själv skapade en personlig och originell konstnärlig produktion.

### Mognaden 1926–1940
Från och med 1926 karaktäriseras Osterlinds landskapsmålningar, i en djärv lek med vitt och svart, av silvervita sjöar och floder under stora gråa himlar; en period som kritikerna skulle komma att referera till som ”den grå perioden”.
Från och med 1932, och till samma kritikers förvåning, innehåller landskapsmålningarna av Lozère, Charente och Somme alla sorters gröna färgtoner. De skulle därför komma att kalla dessa år för ”den gröna perioden”.

### Krigets chock 1940–1948
Frankrikes nederlag, sonens död och den starka tillströmningen av ny målarkonst överväldigade konstnären vars verk därpå ofta fick en sorglig karaktär: snöiga landskap från Cantal, kromgul- ultramarin- och karminrödstänkta målningar av Île-de-France och Bretagne, dyster Kristi nedtagning från korset under rödtonad himmel samt oordnade stilleben som förbryllar beundrarna av hans målningar från den ”gråa” och ”gröna” perioden med dess mjuka och underliga poesi.

### Återvändandet till lugnet 1948–1960
Vistelser i Bretagne, somrar i regionen Vexin och framför allt det soliga lugnet på landet i Aix-en-Provence där han målade med tankarna till sitt barndoms Creuse (region) och till Cézanne, den för honom enda inspirerande mästaren vid sidan av hans far och Ekström. Hans verk fullbordades med vida målningar där varma och kalla toner blandar sig i buketter med djup substans och landskap som lyser av fridfullt själsliv.

### 1960
Hans död kom, för konstnärer och kritiker såsom Marc Chagall och René Huyghe (ledamot i franska akademin och författare till l’Art et l’Ame), att betyda att en av epokens stora konstnärer gått ur tiden.
Han vilar på kyrkogården cimetière Saint-Louis de Versailles.

## Museer och samlingar
Anders Osterlinds konstverk finns i ett flertal privata samlingar i Frankrike och utomlands. Några av hans verk förvaras även på museer i Haag, Rotterdam, Liège och Genève och på Nationalmuseum i Stockholm, samt i franska statens samlingar och i Paris på Musée d'art moderne de la ville de Paris, Musée Carnavalet och Musée de l'Île-de-France, på Musée des Années Trente i Boulogne-Billancourt. Han är representerad vid museer i Aix-en-Provence, Belfort, Cagnes-sur-Mer, Collioure, Colombes, Guéret, Honfleur, La Châtre, Le Cateau-Cambrésis, Le Havre, Libourne, Limoges, Marseille, Montpellier, Roubaix, Saint-Amand-Montrond, Saint-Quentin, Tours, med flera.

## Galleri

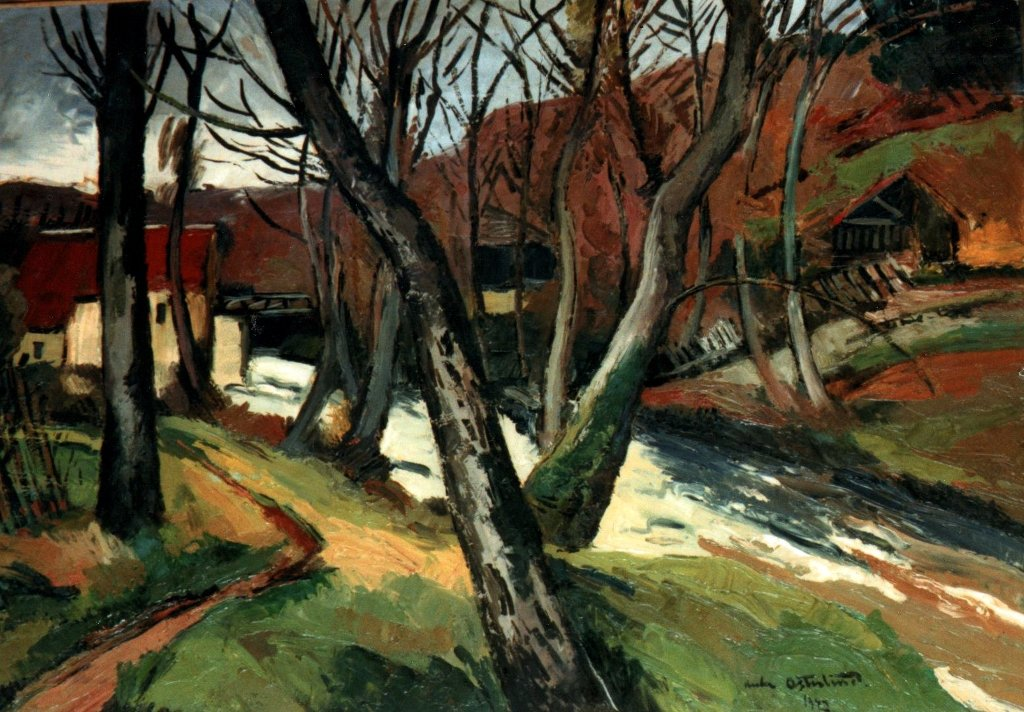
Paysage au pont (1922)
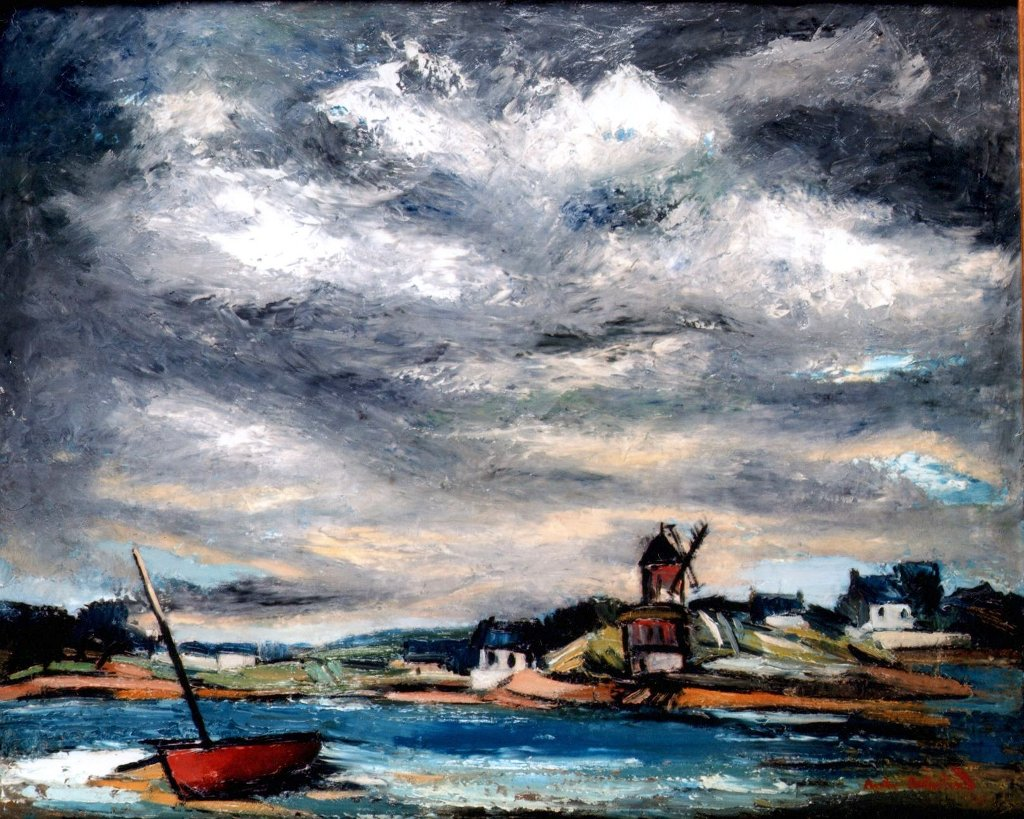
Marine, Bréhat (1927)
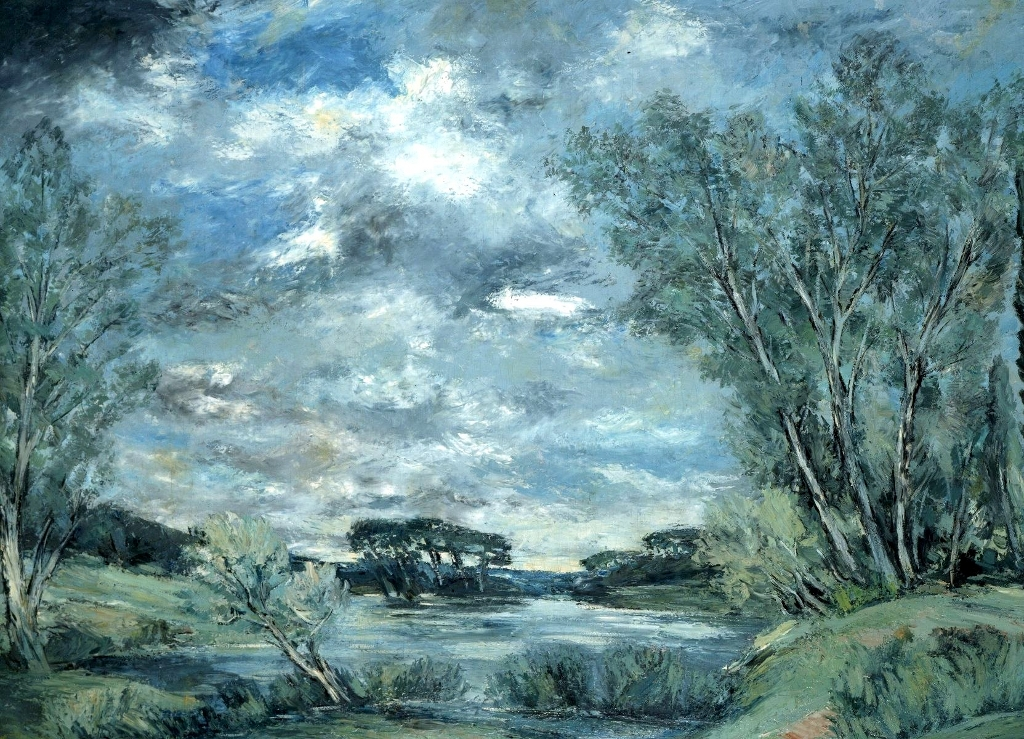
Cours d'eau dans un paysage boisé (1930)
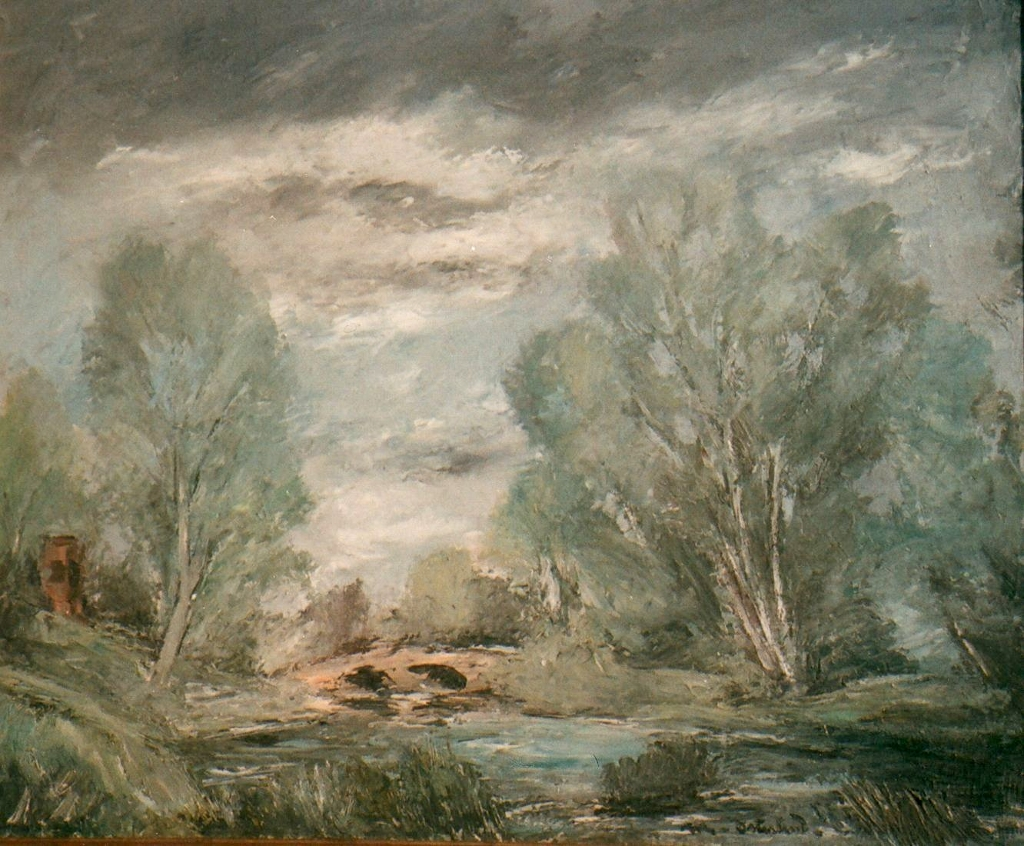
Bord de rivière (1932)
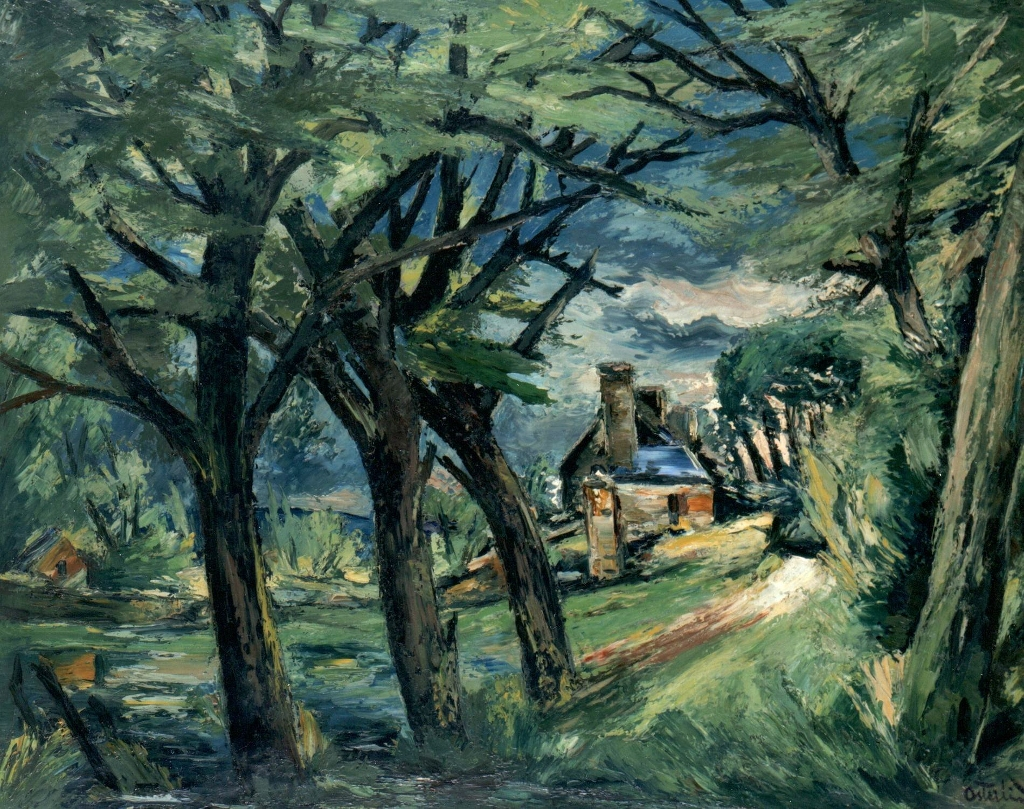
Le parc(Touraine) (1942)
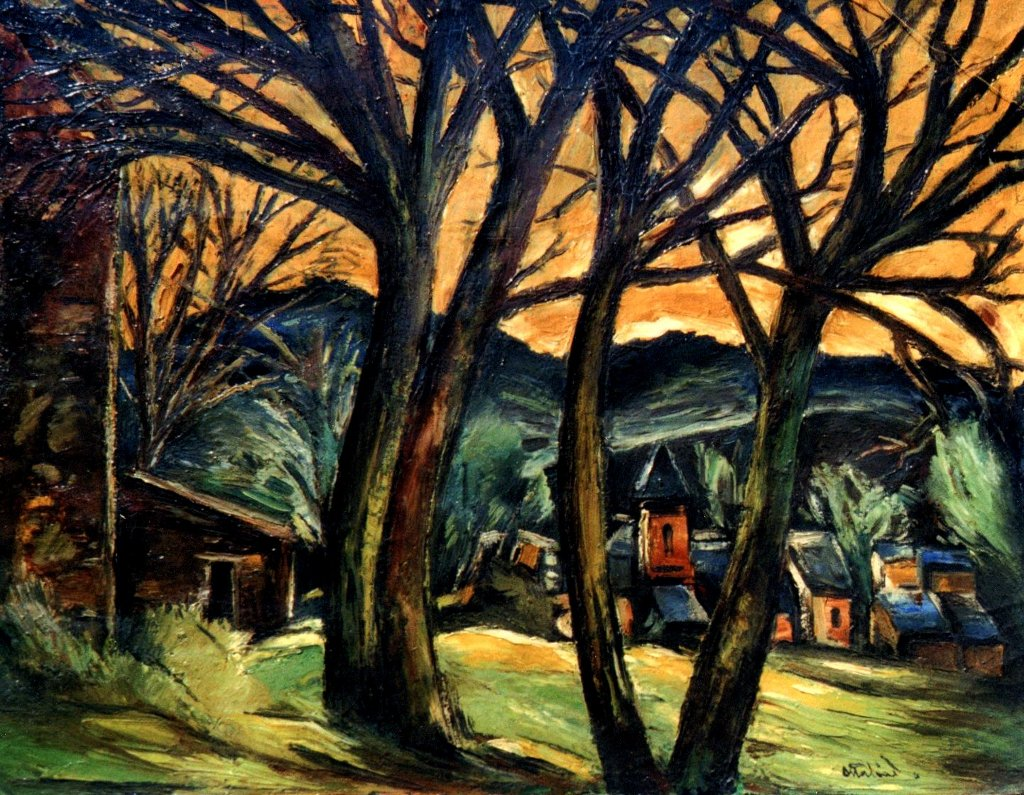
Paysage du Cantal (1943)
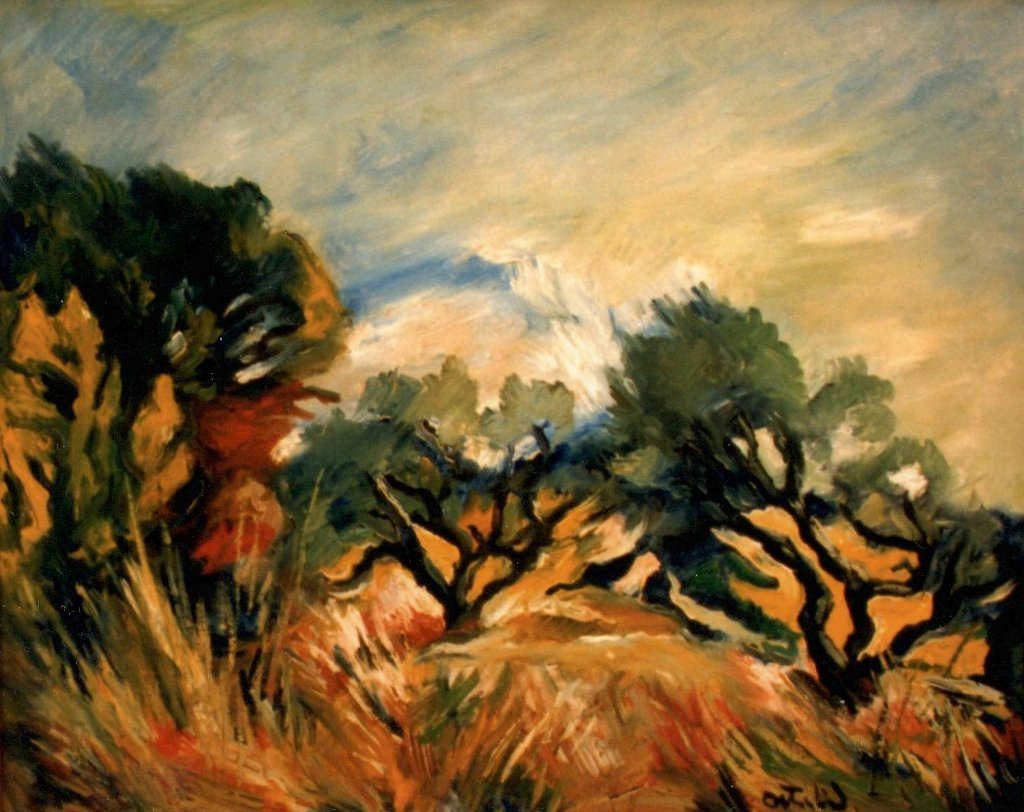
Champs d'oliviers en Provence (1953)
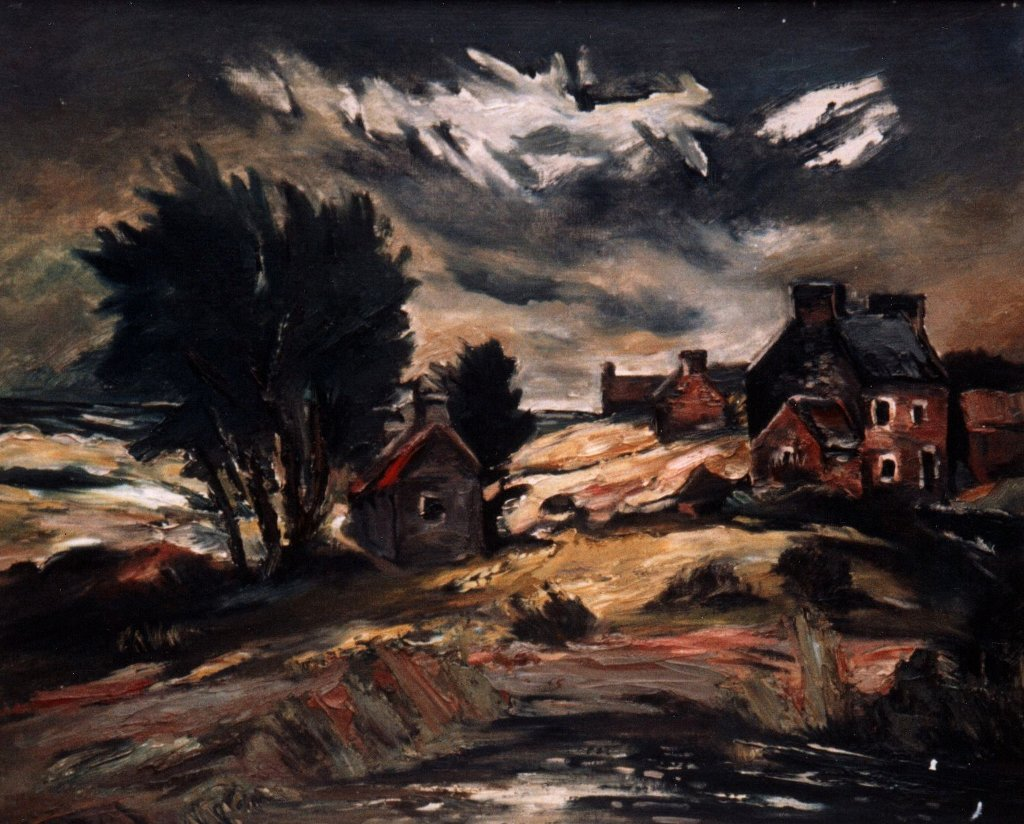
Marine, Porstall